# Spring Subway (película)
Spring Subway es una película romántica china del 2002, dirigida por Zhang Yibai y protagonizada por Xu Jingley y Geng Le. Zhang Yang, director de la Sexta Generación también tiene un papel en esta obra. La película representa un género relativamente nuevo en China, la "película comercial" artística, con motivos internacionales y urbanos, diseñados para llamar la atención a la joven clase media china. Spring Subway es una película estilística, que juega con convenciones cronológicas y flashbacks, y con los personajes que a menudo rompen la "Cuarta pared" y hablan directamente a la audiencia.
La película fue producida por el estudio China Youth Film Studio y la independiente Electric Orange Entertainment (que, por cierto, está dirigida por Liu Fendou, el guionista del film).

## Argumento
Jianbin (Geng Le) y Xiaohui (Xu Jinglei) son una joven pareja que viven en Pekín y han estado casados durante 7 años. Al comienzo de la película, la pareja ha empezado a aburrirse de su existencia, lo que lleva su relación a una situación sin salida. Xiaohui, que trabaja para un estudio de diseño, comienza un flirteo tentador con uno de sus clientes, Lao Hu, el dueño de una cafetería (actuado por el director Zhang Yang). Jianbin, a su vez, ha sido recientemente despedido, aunque lo mantiene en secreto: se viste para ir a trabajar cada mañana, y esconde su maletín en un baño público. Pero sobre todo, se monta en el metro de Pekín y se pasa todo el día en él.
Al ir en metro todos los días, Jianbin (y los espectadores) se dan cuenta de varios romances y relaciones que florecen a su alrededor. Wang Yao (Fan Wei), un cocinero de 34 años, está abatido cuando su cita a ciegas, Li Chuan (Wang Ning), es herida de gravedad en una explosión de gas. Mientras tanto, una pasajera compañera del metro, una vendedora de alimentos saludables, (Ke Lan) que intenta vender sus productos todos los días en el vagón del metro, descubre que su novio la ha estado engañando y ha decidido dejarla. La extraña pareja del cocinero y la vendedora, finalmente, encuentra el amor y se hacen novios, con intenciones de casarse. Otra relación también comienza en el metro entre Da Ming (Tu Qiang), un hombre joven, y una chica dependienta en una tienda de fotos, Tian Hai (Gao Yuanyuan). El hombre, muy tímido, toma fotos de sí mismo con una nota pidiendo conocer a la chica, pero él huye en el último momento. Cuando Tian Hai finalmente encuentra y se enfrenta a él, éste está demasiado avergonzado para hablar, pero se las arregla para comunicarse y darle su número de teléfono celular mientras el tren se aleja.
En cuanto a Jianbin, su vida parece una espiral fuera de control. Incapaz de pagar el alquiler, y rápidamente falto de dinero, también se da cuenta de que su mujer puede estar teniendo un romance, aunque Xiaohui mantiene sólo una relación con Lao Hu de amistad. Jianbin, sin embargo, le dice a su esposa que en su "trabajo" han decidido enviarlo a Francia para lograr formación, y comienza a contemplar dejar a Xiaohui mientras visita a la maestra ciega después de conocer su nombre, Wang Yao. Haciéndose pasar por el cocinero, los dos comienzan una amistad cercana. Después de que Jianbin decidiera enfrentarse a Lao Hu en una escena en la que prende fuego al periódico del último, la relación de Jianbin y Xiaohui parece estar a punto de auto-destruirse, ya que ninguno de los dos quiere revelar la verdad que yace en su interior. Xiaohui, sin embargo, finalmente se entera de que Jianbin ha perdido su trabajo y ha estado yendo al metro durante los últimos seis meses, ya que se lo dice Wang Yao, el cocinero. En vez de ir al aeropuerto, Jianbin se dirige al hospital a ver a Li Chuan quitarse los vendajes de su cara. Pero se va antes de que esta le pueda ver, porque Jianbin se da cuenta de que todavía ama a su mujer. Xiaohui y Jianbin entonces se encuentran en la misma estación de metro a donde fueron cuando llegaron a Pekín siete años atrás mientras acaba la película.

## Reparto
- Geng Le como Liu Jianbin, un hombre de 28 años en Pekín, Liu ha perdido su trabajo recientemente, aunque todavía finge ir a trabajar cada día, mientras pasa gran parte de su tiempo en el metro de Pekín.
- Xu Jinglei como Chen Xiaohui, la esposa de Liu durante 7 años.
- Zhang Yang como Lao Hu, un cliente del estudio de diseño de Xiaohui.
- Wang Ning como Li Chuan, una profesora de escuela herida.
- Fan Wei como Wang Yao, un cocinero.
- Ke Lan como una vendedora, cuyo nombre no se dice en la película, y en los créditos aparece nombrada como Relaciones Públicas.
- Gao Yuanyuan como Tian Ai, una tendera y el objeto de la afección de Da Ming.
- Tu Qiang como Da Ming, un joven que Jianbin conoce en el tren.

## Historia de producción
La película es la primera de Zhang Yibai como director. Hasta hacer Spring Subway, Zhang había trabajado principalmente en los géneros de video musical y televisión. Spring Subway también es la primera película en estrenarse de Electric Orange Entertainment, la productora independiente de cine pequinesa de Liu Fendou. La película por otro lado, es el primer intento de Liu de escribir y producir un filme. A diferencia de muchas películas en China, sin embargo, Spring Subway logró la aprobación de la Administración del Estado de Radio, Cine y Televisión.
El lema de la película puede traducirse del chino como: "Después de 7 años, ¿sigue habiendo amor?".

### Música
La música de la película fue compuesta por Zhang Yadong, y está interpretada por el grupo de pop rock Yu Quan.

## Recepción
Spring Subway es significativa en tanto en cuanto representa un nuevo estilo de cine chino. A diferencia de trabajos más controvertidos de directores de la Sexta Generación como Jia Zhangke o Wang Xiaoshuai, cuyas películas son prohibidas normalmente por las autoridades del estado, Spring Subway de Zhang Yibai logró la aprobación del estado. Como resultado es, como sugiere un crítico, un ejemplo de "ambiciosa película independiente china" que evita los estudios mayoritariamente poseídos por el estado, pero goza de popularidad internacional y doméstica. En particular, la película de Zhang refleja un nuevo optimismo que rompe con la típica película china, mientras otros han comentado que la película es, en efecto, más "internacional" dadas sus sensibilidades. Un crítico del Festival Internacional de Cine de Hawái alabó el llamamiento universal al decir que la historia de la película podría "haberse desarrollado en cualquier lugar de cualquier ciudad, y, desde luego, cualquier persona que haya amado ha experimentado parte de lo que los personajes experimentan".
Spring Subway ha logrado bastante éxito en el circuito de festivales de cine, incluyendo Udine, Cannes, Seattle y otros. Fue estrenada en China en mayo de 2002.